# 黄龙 (明朝)
黄龙（？—1633年），明朝末年武将，辽东（今辽宁辽阳）人。

## 生平
黄龙开始以小校跟随大军收复锦州，积功至参将。崇祯三年（1630年）又跟随大军收复滦州，居功第一，升任为副总兵。论功进秩三等，为都督佥事，世荫副千户。登莱巡抚孙元化因刘兴治在东江镇内讧，请黄龙前去镇守。兵部尚书梁廷栋也推荐黄龙为总兵官。孙元化恢复四卫后，黄龙至皮岛为东江总兵。
毛文龙死后，袁崇焕分其兵二万八千为四协，各命副将陈继盛，参将刘兴治、毛承祚、徐敷负责。后改为两协，陈继盛领东协，刘兴治摄西协。刘兴治与陈继盛不相协。刘兴治之兄参将刘兴祚阵亡，陈继盛误听谍报，以为未死。刘兴治为刘兴祚治丧，诸将来吊丧。刘兴治抓住陈继盛和执理饷经历刘应鹤等十一人。说陈继盛诬刘兴祚诈死，及以谋叛诬陷自己，于是杀陈继盛及刘应鹤等。黄龙至皮岛，刘兴治桀骜如故。崇祯四年（1631年）三月作乱，杖其弟刘兴基，杀参将沈世魁家众。沈世魁率其党夜袭杀刘兴治。
游击耿仲明之党李梅被黄龙下狱。耿仲明弟弟都司耿仲裕在黄龙军中，计划作乱。十月，率部卒假称索饷名围黄龙衙署，拥至演武场，折大腿割去耳鼻，将要杀他。诸将将他救下。之后，黄龙捕斩耿仲裕。耿仲明与孔有德造反，崇祯五年（1632年）正月攻克登州，黄龙派尚可喜、金声桓等抚定诸岛。黄龙令游击李维鸾和尚可喜等击退高成友，即移驻旅顺。冬天，孔有德等想要放弃登州入海，黄龙派遣副将龚正祥率水师四千在庙岛截击。飓风破舟，龚正祥被俘。后居登州，谋为内应。黄龙驻旅顺大治兵，叛军拘黄龙母亲妻儿胁迫，黄龙不顾。
崇祯六年（1633年）二月，孔有德、耿仲明航海经旅顺，被黄龙袭击。黄龙率军斩杀李九成子李应元，生擒毛承禄、苏有功、陈光福及其党高志祥等十六人，获首级一千余人，献俘于朝。崇祯帝大喜，凌迟毛承禄等，传首九边，复黄龙之官。
孔有德投靠清朝皇太极。七月，侦知旅顺空虚，于是引清兵来袭。黄龙屡战皆败，火药矢石用尽，对部将谭应华说：“敌众我寡，今夕城必破。如果快带着我的大印送登州，不能到达，投入海中就行。”黄龙继续力战，最后自刎而死。崇祯赠黄龙左都督，赐祭葬，予世荫，以副总兵沈世魁代黄龙为总兵官。